# Mateu Castelló i Mas
Mateu Castelló i Mas (Palma, Mallorca, 1935-2015 va ser un enginyer forestal mallorquí. Es llicencià l'Escola Tècnica Superior d'Enginyers de Monts de la Universitat de Madrid, en Dret a la Universitat de Barcelona i es diplomà en Enginyeria Ambiental per l'Escola Tècnica Superior d'Enginyers Industrials de la Universitat de València.
Membre del cos d'Enginyers de monts de l'Estat, treballà a l'Institut per a la Conservació de la Natura (ICONA) a Lleida i a les Illes Balears, des del 1971 al 2000 el fou cap provincial, i quan aquest servei fou transferit al Govern de les Illes Balears, fou cap dels serveis de conservació de la natura a les conselleries d'Agricultura i Medi Ambient. Endemés, del 1979 al 1985 fou nomenat Delegat del Ministeri d'Agricultura d'Espanya a les Illes Balears, càrrec des del qual organitzà els serveis contra els incendis forestals i coordinà un inventari d'espais naturals que ha estat bàsic per a la Llei d'Espais Naturals de Balears. Ha estat director de l'Europarc el 2001-2002. El 2008 va rebre el Premi Ramon Llull.